# Goldener Bücherpirat
Der Goldene Bücherpirat ist ein deutscher Literaturpreis für Nachwuchsautoren von Kinder- und Jugendbüchern, der seit 2008 jährlich verliehen wird. Die „Jury zum Goldenen Bücherpiraten“, eine Gruppe des Vereins Bücherpiraten, besteht aus Kindern zwischen 8 und 10 Jahren. Aus einer Vorauswahl werden drei Finalisten ausgewählt, die von den Mitgliedern der Jury ganz gelesen werden. Für den Wettbewerb eingereichte Bücher müssen im jeweiligen Vorjahr erschienen sein und der Autor sollte nicht mehr als drei Bücher bislang veröffentlicht haben. Der Preis ist mit 1000 Euro dotiert.
Bisherige Preisträger waren (die Jahre beziehen sich auf die Preisverleihung):
- 2024 Franziska Lagemann für Die total normalen Abenteuer von Odette Germaine
- 2023 Gregor Wolf für Etzel Zauderkern und die Macht der Wünsche
- 2022 Anja Habschick für Lucy Longfinger - Explosive Entdeckung[2]
- 2021 Kathrin Tordasi für Brombeerfuchs – Das Geheimnis von Weltende[3]
- 2020 Charly Art für Moonlight Wolves[4]
- 2019 Anca Sturm für Der Welten-Express[5]
- 2018 Valija Zinck für Penelop und der funkenrote Zauber
- 2017 Anna Ruhe für Mount Caravan
- 2016 Dorit Linke für Fett Kohle
- 2015 Lisa-Marie Dickreiter und Winfried Oelsner für Max und die wilde 7
- 2014 Nina Weger für Ein Krokodil taucht ab
- 2013 Barbara Laban für Im Zeichen des Mondfests
- 2012 Claudia Siegmann für Die Nacht, als die Piraten kamen
- 2011 Dirk Reinhardt für Anastasia Cruz – Die Bücher des Thot
- 2010 Annette Würthner für Die letzten Kinder des Meeres
- 2009 Andreas Hartmann für Der Herr der Wolken
- 2008 Tanya Stewner für Liliane Susewind